# Умбон

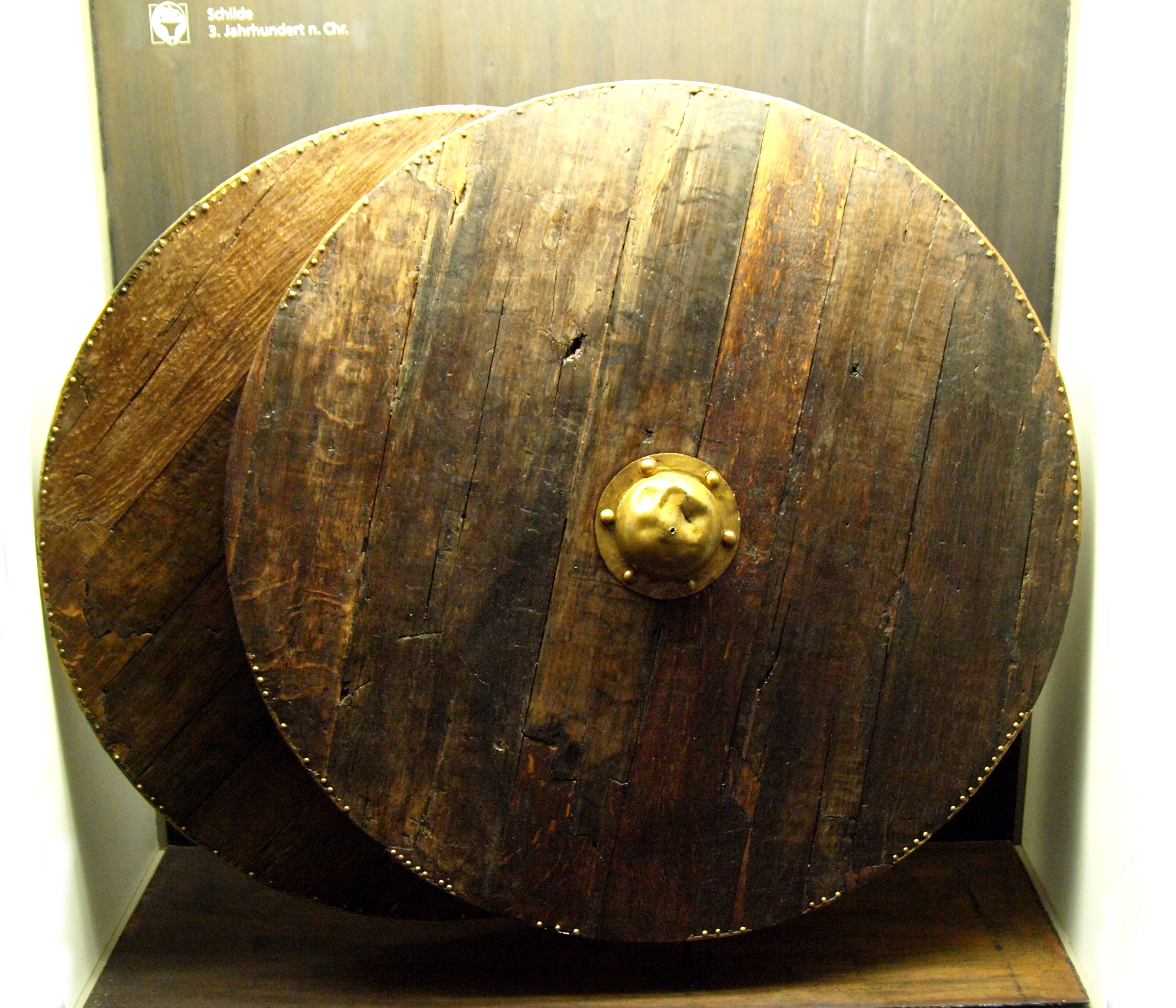
Два круглых деревянных щита, найденные в болотах Шлезвиг-Гольштейна, изготовлены в III веке нашей эры.

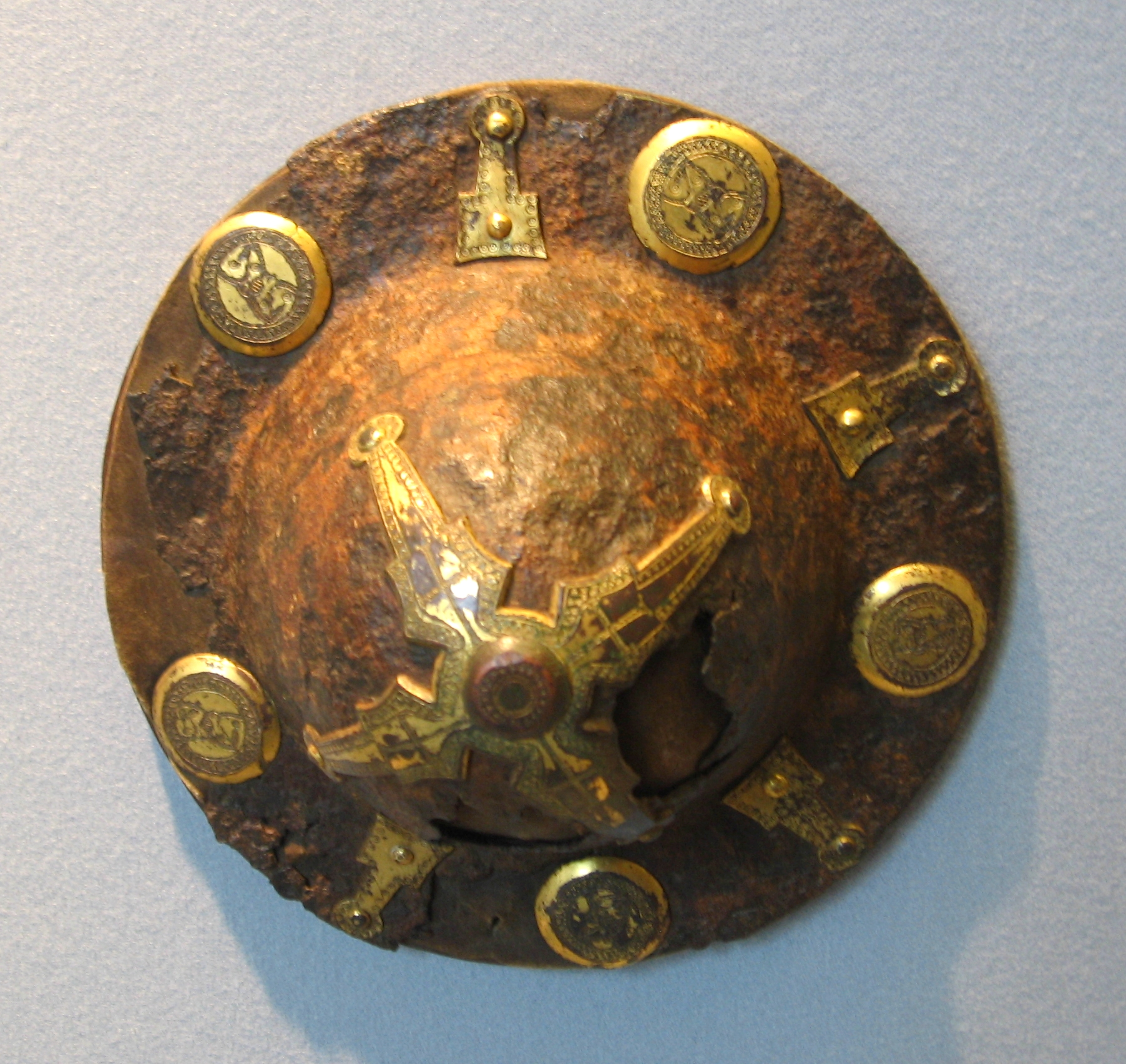
Умбон, Лангобардия, VII век

Умбо́н (лат. umbo «выступ, выпуклость») — металлическая бляха-накладка полусферической или конической формы, размещённая посередине щита, защищающая кисть руки воина от пробивающих щит ударов. 
На Руси (в России) такая выпуклость на щите называлась пупом.

... Внезапно бранные слова и крики раздались перед одним из портиков, где солдаты повесили свои щиты. Они сняли с них чехлы — и фигура цезаря, изображенная на пупе каждого щита, возбудила негодование иудеев, считавших это идолопоклонством.  ...— Гюстав Флобер, перевод Иван Сергеевич Тургенев, «Иродиада», 1877 год.
Под умбоном часто находится ручка, за которую воин держит щит. Также выступает в качестве украшения щита. Нередко умбону придавалась заостренная форма, позволявшая наносить поражающие удары щитом.
Щиты с умбоном были широко распространены с бронзового века до позднего средневековья, как более дорогой и надежный вариант простого деревянного щита. Манера держать щит кулаком за ручку посредине щита существенным образом влияло на тактику боя: и одиночного фехтования (не только активно отбивать удары оружия, но и атаковать) и построения пешего строя в шеренгу (как можно плотнее со сплошной стеной щитов). По мере того, как конница становилась массовой, у щита появилась вторая перевязь, которой щит стали вешать на предплечье.